# Болтін Олександр Арсентійович
Олександр Арсентійович Болтін (13 серпня 1832, Псковська губернія — 22 квітня 1901, Одеса, Херсонська губернія) — російський мореплавець, командир пароплаво-корвета «Америка» (1858—1867), першовідкривач бухти Находка затоки Америка.

## Біографія
Олександр Болтін народився в 1832 році в дворянській сім'ї в своєму маєтку. З 1849 року служив мічманом на знаменитому фрегаті «Паллада», пізніше здійснив навколосвітню подорож. В ході плавання на фрегаті, один з мисів на Корейському півострові був названий на його честь — мис Болтіна (нині мис Мусудан).
У 1855 році в званні лейтенанта О. А. Болтін виїхав служити на Далекий Схід Росії.
На початку червня 1856 року, вже в званні капітан-лейтенанта, О. А. Болтін був призначений командиром транспорту «Іртиш».
У 1857 році О. А. Болтін отримав під командування пароплав «Амур».
8 серпня 1858 року прийняв командування пароплаво-корветом «Америка», на якому в 1859 році в експедиції під командуванням генерал-губернатора Східного Сибіру графа М. М. Муравйова-Амурського відкрив затоки Америка, Амурську, Уссурійську, бухти Находка, Золотий Ріг, протоку Східний Босфор, острів Російський, виконав велику дослідницьку роботу в затоці Петра Великого.
За час служби в Сибірської військової флотилії нагороджений орденами і медалями. У 1866 році О. А. Болтіну присвоїли звання капітана 1-го рангу.
У березні 1870 року його вийшов у відставку. Останні роки життя мешкав в Одесі, де служив брандмайором Одеської пожежної бригади.
Помер Олександр Арсентійович в 1901 році, скромний некролог був надрукований в міській газеті «Одеський листок». Похований на старому кладовищі Одеси.